# Torneig de les Sis Nacions 2011
El Torneig de les Sis Nacions de 2011 de rugbi, o també denominat 2011 RBS 6 Nations a causa del patrocini del Bank of Scotland, fou la dotzena edició d'aquest torneig en el format de Sis Nacions i la 117a incloent tots els formats de la competició. El torneig va començar el 4 de febrer i va concloure el 19 de març de 2011.
El major esdeveniment d'aquesta edició fou la inauguració de l'Aviva Stadium en l'antic emplaçament de Lansdowne Road. La finalització de l'Aviva va acabar amb la peregrinació de la selecció irlandesa, que a través d'un acords entre la IRFU amb l'Associació Atlètica Gaèlica (GAA) havia permès al quinze del trèvol de jugar a l'emblemàtica seu de la GAA de Croke Park. Irlanda va jugar els seus primers test a l'Aviva stadium al novembre de 2010. Un altre canvi en el format de la competició fou que per primera vegada, el partit inaugural del torneig es va celebrar en divendres a la nit. Per primera vegada en una dècada, tots els equips tenien el mateix entrenador que en el torneig de l'any anterior.
El torneig també va ser sorprenent per la derrota dels vigents campions, França, en mans dels cuers del darrer any Itàlia, que a més a més s'emportarien el Trofeu Giuseppe Garibaldi. Els campions foren els anglesos que va guanyar els seus primers quatre partits, però van perdre el Grand Slam davant Irlanda. L'italià Andrea Masi va ser nomenat com el millor jugador del torneig, convertint-se en el primer jugador italià a guanyar el premi amb 30% dels vots.

## Participants
The teams involved are:
| Nació      | Estadi              | Ciutat      | Entrenador      | Capità            |
| ---------- | ------------------- | ----------- | --------------- | ----------------- |
| Anglaterra | Twickenham Stadium  | Londres     | Martin Johnson  | Mike Tindall      |
| França     | Stade de France     | Saint-Denis | Marc Lièvremont | Thierry Dusautoir |
| Irlanda    | Aviva Stadium       | Dublín      | Declan Kidney   | Brian O'Driscoll  |
| Itàlia     | Stadio Flaminio     | Roma        | Nick Mallett    | Sergio Parísse    |
| Escòcia    | Murrayfield Stadium | Edimburg    | Andy Robinson   | Alastair Kellock  |
| Gal·les    | Millennium Stadium  | Cardiff     | Warren Gatland  | Matthew Rees      |

## Classificació final
| Posició | Nació      | Jugats | Jugats   | Jugats   | Jugats  | Punts   | Punts     | Punts      | Punts   | Taula punts |
| Posició | Nació      | Jugats | Guanyats | Empatats | Perduts | A favor | En contra | Diferència | Assaigs | Taula punts |
| ------- | ---------- | ------ | -------- | -------- | ------- | ------- | --------- | ---------- | ------- | ----------- |
| 1       | Anglaterra | 5      | 4        | 0        | 1       | 132     | 81        | +51        | 13      | 8           |
| 2       | França     | 5      | 3        | 0        | 2       | 117     | 91        | +26        | 10      | 6           |
| 3       | Irlanda    | 5      | 3        | 0        | 2       | 93      | 81        | +12        | 10      | 6           |
| 4       | Gal·les    | 5      | 3        | 0        | 2       | 95      | 89        | +6         | 6       | 6           |
| 5       | Escòcia    | 5      | 1        | 0        | 4       | 82      | 109       | -27        | 6       | 2           |
| 6       | Itàlia     | 5      | 1        | 0        | 4       | 70      | 138       | -68        | 6       | 2           |

## Resultats

### Jornada 1
| Gal·les                                                                                              | 19–26    | Anglaterra                                                                                             | 4 febrer 2011 19:45 - Millennium Stadium, Cardiff Assistència: 74,276 espectadors Àrbitre: Alain Rolland (Irlanda) |
| Assaigs: Stoddart 60' c Con.: S. Jones (1/1) Pen.: S. Jones (3/4) 23', 29', 43' James Hook (1/2) 70' | [Report] | Assaigs: Ashton (2) 14' c, 56' c Con.: Flood (2/2) Pen.: Flood (3/3) 19', 32', 47' Wilkinson (1/1) 75' | 4 febrer 2011 19:45 - Millennium Stadium, Cardiff Assistència: 74,276 espectadors Àrbitre: Alain Rolland (Irlanda) |

| FB             | 15 | James Hook       |                     |                     |                     |     |
| RW             | 14 | Morgan Stoddart  |                     |                     |                     |     |
| OC             | 13 | Jamie Roberts    |                     |                     |                     |     |
| IC             | 12 | Jonathan Davies  |                     |                     |                     |     |
| LW             | 11 | Shane Williams   |                     |                     |                     |     |
| FH             | 10 | Stephen Jones    |                     | 67'                 |                     |     |
| SH             | 9  | Mike Phillips    |                     | 69'                 |                     |     |
| N8             | 8  | Andy Powell      |                     | 33'                 |                     |     |
| OF             | 7  | Sam Warburton    |                     |                     |                     |     |
| BF             | 6  | Dan Lydiate      |                     | del 52' fins el 57' | del 52' fins el 57' | 69' |
| RL             | 5  | Alun Wyn Jones   |                     |                     |                     |     |
| LL             | 4  | Bradley Davies   |                     |                     |                     |     |
| TP             | 3  | Craig Mitchell   | del 46' fins el 56' |                     |                     | 71' |
| HK             | 2  | Matthew Rees (c) |                     | 70'                 |                     |     |
| LP             | 1  | Paul James       |                     |                     |                     |     |
| Replacements:  |    |                  |                     |                     |                     |     |
| HK             | 16 | Richard Hibbard  |                     | 70'                 |                     |     |
| PR             | 17 | John Yapp        |                     | 52'                 | 57'                 | 71' |
| N8             | 18 | Ryan Jones       |                     | 33'                 |                     |     |
| FL             | 19 | Jonathan Thomas  |                     |                     |                     | 69' |
| SH             | 20 | Dwayne Peel      |                     | 69'                 |                     |     |
| FH             | 21 | Rhys Priestland  |                     |                     |                     |     |
| FB             | 22 | Lee Byrne        |                     | 67'                 |                     |     |
| Coach:         |    |                  |                     |                     |                     |     |
| Warren Gatland |    |                  |                     |                     |                     |     |

| FB             | 15 | Ben Foden        |                     |     |
| RW             | 14 | Chris Ashton     |                     |     |
| OC             | 13 | Mike Tindall (c) |                     |     |
| IC             | 12 | Shontayne Hape   |                     |     |
| LW             | 11 | Mark Cueto       |                     |     |
| FH             | 10 | Toby Flood       |                     | 63' |
| SH             | 9  | Ben Youngs       |                     | 62' |
| N8             | 8  | Nick Easter      |                     |     |
| OF             | 7  | James Haskell    |                     | 62' |
| BF             | 6  | Tom Wood         |                     |     |
| RL             | 5  | Tom Palmer       |                     |     |
| LL             | 4  | Louis Deacon     | del 27' fins el 37' | 69' |
| TP             | 3  | Dan Cole         |                     |     |
| HK             | 2  | Dylan Hartley    |                     | 69' |
| LP             | 1  | Andrew Sheridan  |                     | 61' |
| Replacements:  |    |                  |                     |     |
| HK             | 16 | Steve Thompson   |                     | 69' |
| PR             | 17 | David Wilson     |                     | 61' |
| LK             | 18 | Simon Shaw       |                     | 69' |
| FL             | 19 | Joe Worsley      |                     | 62' |
| SH             | 20 | Danny Care       |                     | 62' |
| FH             | 21 | Jonny Wilkinson  |                     | 63' |
| WG             | 22 | Matt Banahan     |                     |     |
| Coach:         |    |                  |                     |     |
| Martin Johnson |    |                  |                     |     |

| Jugador del partit: Toby Flood (Anglaterra) Jutges de línia: Alan Lewis (Irlanda) Simon McDowell (Irlanda) Àrbitre de TV: Jim Yuille (Scotland) |

| Itàlia                                                   | 11–13    | Irlanda                                                                                    | 5 febrer 2011 14:30 - Stadio Flaminio, Roma Assistència: 32,000 espectadors Àrbitre: Romain Poite (França) |
| Assaigs: McLean 75' m Pen.: Mi. Bergamasco (2/3) 6', 40' | [Report] | Assaigs: O'Driscoll 44' c Con.: Sexton (1/1) Pen.: Sexton (1/1) 28' Drop: O'Gara (1/1) 78' | 5 febrer 2011 14:30 - Stadio Flaminio, Roma Assistència: 32,000 espectadors Àrbitre: Romain Poite (França) |

| FB            | 15 | Luke McLean           |  |                     |                     |     |
| RW            | 14 | Andrea Masi           |  |                     |                     |     |
| OC            | 13 | Gonzalo Canale        |  |                     |                     |     |
| IC            | 12 | Alberto Sgarbi        |  | 69'                 |                     |     |
| LW            | 11 | Mirco Bergamasco      |  |                     |                     |     |
| FH            | 10 | Kristopher Burton     |  | 71'                 |                     |     |
| SH            | 9  | Edoardo Gori          |  | 10'                 |                     |     |
| N8            | 8  | Sergio Parísse (c)    |  |                     |                     |     |
| OF            | 7  | Alessandro Zanni      |  |                     |                     |     |
| BF            | 6  | Josh Sole             |  | 50'                 |                     |     |
| RL            | 5  | Quintin Geldenhuys    |  |                     |                     |     |
| LL            | 4  | Santiago Dellapè      |  | 54'                 |                     |     |
| TP            | 3  | Martin Castrogiovanni |  |                     |                     |     |
| HK            | 2  | Leonardo Ghiraldini   |  | 64'                 |                     |     |
| LP            | 1  | Salvatore Perugini    |  | del 36' fins el 40' | del 36' fins el 40' | 64' |
| Replacements: |    |                       |  |                     |                     |     |
| HK            | 16 | Fabio Ongaro          |  | 64'                 |                     |     |
| PR            | 17 | Andrea Lo Cicero      |  | 36'                 | 40'                 | 64' |
| LK            | 18 | Carlo Del Fava        |  | 54'                 |                     |     |
| FL            | 19 | Valerio Bernabò       |  | 50'                 |                     |     |
| SH            | 20 | Pablo Canavosio       |  | 10'                 |                     |     |
| FH            | 21 | Luciano Orquera       |  | 71'                 |                     |     |
| CE            | 22 | Gonzalo Garcia        |  | 69'                 |                     |     |
| Coach:        |    |                       |  |                     |                     |     |
| Nick Mallett  |    |                       |  |                     |                     |     |

| FB            | 15 | Luke Fitzgerald      |                     |     |
| RW            | 14 | Fergus McFadden      |                     |     |
| OC            | 13 | Brian O'Driscoll (c) |                     |     |
| IC            | 12 | Gordon D'Arcy        |                     | 76' |
| LW            | 11 | Keith Earls          |                     |     |
| FH            | 10 | Jonathan Sexton      |                     | 65' |
| SH            | 9  | Tomás O'Leary        |                     | 55' |
| N8            | 8  | Sean O'Brien         |                     |     |
| OF            | 7  | David Wallace        |                     |     |
| BF            | 6  | Denis Leamy          | del 73' fins el 80' |     |
| RL            | 5  | Paul O'Connell       |                     | 73' |
| LL            | 4  | Donncha O'Callaghan  |                     |     |
| TP            | 3  | Mike Ross            |                     |     |
| HK            | 2  | Rory Best            |                     | 76' |
| LP            | 1  | Cian Healy           |                     | 76' |
| Replacements: |    |                      |                     |     |
| HK            | 16 | Sean Cronin          |                     | 76' |
| PR            | 17 | Tom Court            |                     | 76' |
| LK            | 18 | Leo Cullen           |                     | 73' |
| FL            | 19 | Shane Jennings       |                     |     |
| SH            | 20 | Eoin Reddan          |                     | 55' |
| FH            | 21 | Ronan O'Gara         |                     | 65' |
| CE            | 22 | Paddy Wallace        |                     | 76' |
| Coach:        |    |                      |                     |     |
| Declan Kidney |    |                      |                     |     |

| Jugador del partit: Sean O'Brien (Irlanda) Jutges de línia: Jérôme Garcès (França) David Changleng (Scotland) Àrbitre de TV: Geoff Warren (Anglaterra) |

| França | 34–21    | Escòcia                                                                         | 5 febrer 2011 17:00 - Stade de France, París Assistència: 78,595 espectadors Àrbitre: Wayne Barnes (Anglaterra) |
| Assaigs: Médard 2' c Penalty try 29' c Harinordoquy 54' c Traille 68' c Con.: Parra (2/2) Yachvili (2/2) Pen.: Yachvili (1/2) 79' Drop: Trinh-Duc (1/1) 9' | [Report] | Assaigs: Kellock 18' c Brown 60' c Lamont 75' c Con.: Parks (2/2) Jackson (1/1) | 5 febrer 2011 17:00 - Stade de France, París Assistència: 78,595 espectadors Àrbitre: Wayne Barnes (Anglaterra) |

| FB              | 15 | Damien Traille        |  |     |
| RW              | 14 | Yoann Huget           |  |     |
| OC              | 13 | Aurélien Rougerie     |  |     |
| IC              | 12 | Maxime Mermoz         |  | 44' |
| LW              | 11 | Maxime Médard         |  | 73' |
| FH              | 10 | François Trinh-Duc    |  |     |
| SH              | 9  | Morgan Parra          |  | 52' |
| N8              | 8  | Imanol Harinordoquy   |  | 55' |
| OF              | 7  | Julien Bonnaire       |  |     |
| BF              | 6  | Thierry Dusautoir (c) |  |     |
| RL              | 5  | Lionel Nallet         |  | 62' |
| LL              | 4  | Julien Pierre         |  |     |
| TP              | 3  | Nicolas Mas           |  | 52' |
| HK              | 2  | William Servat        |  | 57' |
| LP              | 1  | Thomas Domingo        |  |     |
| Replacements:   |    |                       |  |     |
| HK              | 16 | Guilhem Guirado       |  | 57' |
| PR              | 17 | Luc Ducalcon          |  | 52' |
| LK              | 18 | Jérôme Thion          |  | 62' |
| N8              | 19 | Sébastien Chabal      |  | 55' |
| SH              | 20 | Dimitri Yachvili      |  | 52' |
| FB              | 21 | Clément Poitrenaud    |  | 44' |
| WG              | 22 | Vincent Clerc         |  | 73' |
| Coach:          |    |                       |  |     |
| Marc Lièvremont |    |                       |  |     |

| FB            | 15 | Hugo Southwell       |  |     |
| RW            | 14 | Nikki Walker         |  |     |
| OC            | 13 | Joe Ansbro           |  |     |
| IC            | 12 | Nick De Luca         |  | 55' |
| LW            | 11 | Max Evans            |  |     |
| FH            | 10 | Dan Parks            |  | 69' |
| SH            | 9  | Rory Lawson          |  | 40' |
| N8            | 8  | Kelly Brown          |  |     |
| OF            | 7  | John Barclay         |  | 61' |
| BF            | 6  | Nathan Hines         |  | 55' |
| RL            | 5  | Alastair Kellock (c) |  |     |
| LL            | 4  | Richie Gray          |  |     |
| TP            | 3  | Euan Murray          |  | 70' |
| HK            | 2  | Ross Ford            |  | 73' |
| LP            | 1  | Allan Jacobsen       |  |     |
| Replacements: |    |                      |  |     |
| HK            | 16 | Dougie Hall          |  | 73' |
| PR            | 17 | Moray Low            |  | 70' |
| N8            | 18 | Richie Vernon        |  | 56' |
| FL            | 19 | Ross Rennie          |  | 61' |
| SH            | 20 | Mike Blair           |  | 40' |
| FH            | 21 | Ruaridh Jackson      |  | 69' |
| WG            | 22 | Sean Lamont          |  | 55' |
| Coach:        |    |                      |  |     |
| Andy Robinson |    |                      |  |     |

| Jugador del partit: Maxime Médard (França) Jutges de línia: Andrew Small (Anglaterra) Stuart Terheege (Anglaterra) Àrbitre de TV: Giulio De Santis (Itàlia) |

### Jornada 2
| Anglaterra | 59–13    | Itàlia                                                                      | 12 febrer 2011 14:30 - Twickenham Stadium, Londres Assistència: 80,810 espectadors Àrbitre: Craig Joubert (South Africa) |
| Assaigs: Ashton (4) 3' c, 25' c, 54' c, 76' c Cueto 30' c Tindall 35' c Care 58' c Haskell 72' c Con.: Flood (5/5) Wilkinson (3/3) Pen.: Flood (1/1) 10' | [Report] | Assaigs: Ongaro 70' c Con.: Bergamasco (1/1) Pen.: Bergamasco (2/3) 4', 12' | 12 febrer 2011 14:30 - Twickenham Stadium, Londres Assistència: 80,810 espectadors Àrbitre: Craig Joubert (South Africa) |

| FB             | 15 | Ben Foden        |  |     |
| RW             | 14 | Chris Ashton     |  |     |
| OC             | 13 | Mike Tindall (c) |  |     |
| IC             | 12 | Shontayne Hape   |  |     |
| LW             | 11 | Mark Cueto       |  | 49' |
| FH             | 10 | Toby Flood       |  | 55' |
| SH             | 9  | Ben Youngs       |  | 55' |
| N8             | 8  | Nick Easter      |  |     |
| OF             | 7  | James Haskell    |  |     |
| BF             | 6  | Tom Wood         |  | 61' |
| RL             | 5  | Tom Palmer       |  |     |
| LL             | 4  | Louis Deacon     |  | 45' |
| TP             | 3  | Dan Cole         |  | 61' |
| HK             | 2  | Dylan Hartley    |  | 49' |
| LP             | 1  | Alex Corbisiero  |  |     |
| Replacements:  |    |                  |  |     |
| HK             | 16 | Steve Thompson   |  | 49' |
| PR             | 17 | David Wilson     |  | 61' |
| LK             | 18 | Simon Shaw       |  | 45' |
| FL             | 19 | Hendre Fourie    |  | 61' |
| SH             | 20 | Danny Care       |  | 55' |
| FH             | 21 | Jonny Wilkinson  |  | 55' |
| WG             | 22 | Matt Banahan     |  | 49' |
| Coach:         |    |                  |  |     |
| Martin Johnson |    |                  |  |     |

| FB            | 15 | Luke McLean           |                     | 79' |
| RW            | 14 | Andrea Masi           |                     | 62' |
| OC            | 13 | Gonzalo Canale        |                     |     |
| IC            | 12 | Alberto Sgarbi        |                     | 58' |
| LW            | 11 | Mirco Bergamasco      |                     |     |
| FH            | 10 | Luciano Orquera       |                     |     |
| SH            | 9  | Fabio Semenzato       |                     |     |
| N8            | 8  | Sergio Parísse        |                     |     |
| OF            | 7  | Alessandro Zanni      |                     |     |
| BF            | 6  | Valerio Bernabò       |                     | 53' |
| RL            | 5  | Quintin Geldenhuys    |                     |     |
| LL            | 4  | Carlo Del Fava        |                     | 46' |
| TP            | 3  | Martin Castrogiovanni | del 43' fins el 53' | 56' |
| HK            | 2  | Leonardo Ghiraldini   |                     | 66' |
| LP            | 1  | Salvatore Perugini    |                     |     |
| Replacements: |    |                       |                     |     |
| HK            | 16 | Fabio Ongaro          |                     | 66' |
| PR            | 17 | Andrea Lo Cicero      |                     | 56' |
| LK            | 18 | Santiago Dellapè      |                     | 46' |
| FL            | 19 | Robert Barbieri       |                     | 53' |
| SH            | 20 | Pablo Canavosio       |                     | 62' |
| FH            | 21 | Kristopher Burton     |                     | 79' |
| CE            | 22 | Gonzalo Garcia        |                     | 58' |
| Coach:        |    |                       |                     |     |
| Nick Mallett  |    |                       |                     |     |

| Jugador del partit: Chris Ashton (Anglaterra) Jutges de línia: Peter Fitzgibbon (Irlanda) Peter Allan (Scotland) Àrbitre de TV: Tony Redmond (Irlanda) |

També es va convertir en el primer jugador a Anglaterra per haver marcat quatre tries en una de les Sis Nacions, Cinc Nacions, o Nacions Home partit des que Ronald Poulton va anotar quatre contra França el 1914.
Els seus sis intents fins ara en la competició igualen el rècord en una temporada a l'era de les Sis Nacions, compartida per Will Greenwood d'Anglaterra i Shane Williams de Gal·les.
- Els quatre assaigs de Chris Ashton van suposar diferents rècords
  - Va esdevenir el primer jugador de qualsevol nació en marcar 4 assaigs en un partit de les Sis Nacions des de la incorporació d'Itàlia.
  - Primer anglès en fer 4 assaigs des que Ronald Poulton en va anotar quatre contra França el 1914.
- Els is assaigs aconseguits igualen el rècord aconseguit en una temporada per Will Greenwood d'Anglaterra i Shane Williams de Gal·les.

| Escòcia                    | 6–24     | Gal·les                                                                                            | 12 febrer 2011 17:00 - Murrayfield Stadium, Edimburg Assistència: 60,259 espectadors Àrbitre: George Clancy (Irlanda) |
| Pen.: Parks (2/3) 31', 58' | [Report] | Assaigs: Williams (2) 8' c, 70' m Con.: James Hook (1/1) Pen.: James Hook (4/5) 13', 18', 21', 65' | 12 febrer 2011 17:00 - Murrayfield Stadium, Edimburg Assistència: 60,259 espectadors Àrbitre: George Clancy (Irlanda) |

| FB            | 15 | Hugo Southwell       |  | 20' |
| RW            | 14 | Nikki Walker         |  |     |
| OC            | 13 | Joe Ansbro           |  |     |
| IC            | 12 | Nick De Luca         |  |     |
| LW            | 11 | Max Evans            |  |     |
| FH            | 10 | Dan Parks            |  |     |
| SH            | 9  | Rory Lawson          |  | 46' |
| N8            | 8  | Richie Vernon        |  |     |
| OF            | 7  | John Barclay         |  | 67' |
| BF            | 6  | Kelly Brown          |  |     |
| RL            | 5  | Alastair Kellock (c) |  | 71' |
| LL            | 4  | Nathan Hines         |  |     |
| TP            | 3  | Euan Murray          |  | 46' |
| HK            | 2  | Ross Ford            |  | 67' |
| LP            | 1  | Allan Jacobsen       |  |     |
| Replacements: |    |                      |  |     |
| HK            | 16 | Scott Lawson         |  | 67' |
| PR            | 17 | Moray Low            |  | 46' |
| LK            | 18 | Scott MacLeod        |  | 71' |
| FL            | 19 | Ross Rennie          |  | 67' |
| SH            | 20 | Mike Blair           |  | 46' |
| FH            | 21 | Ruaridh Jackson      |  |     |
| WG            | 22 | Sean Lamont          |  | 20' |
| Coach:        |    |                      |  |     |
| Andy Robinson |    |                      |  |     |

| FB             | 15 | Lee Byrne        | del 27' fins el 37' | 76' |
| RW             | 14 | Morgan Stoddart  |                     |     |
| OC             | 13 | Jamie Roberts    |                     |     |
| IC             | 12 | Jonathan Davies  |                     |     |
| LW             | 11 | Shane Williams   |                     |     |
| FH             | 10 | James Hook       |                     | 66' |
| SH             | 9  | Mike Phillips    |                     | 75' |
| N8             | 8  | Ryan Jones       |                     |     |
| OF             | 7  | Sam Warburton    |                     |     |
| BF             | 6  | Dan Lydiate      |                     | 53' |
| RL             | 5  | Alun Wyn Jones   |                     | 71' |
| LL             | 4  | Bradley Davies   | del 23' fins el 33' |     |
| TP             | 3  | Craig Mitchell   |                     |     |
| HK             | 2  | Matthew Rees (c) |                     | 75' |
| LP             | 1  | Paul James       |                     | 66' |
| Replacements:  |    |                  |                     |     |
| HK             | 16 | Richard Hibbard  |                     | 75' |
| PR             | 17 | John Yapp        |                     | 66' |
| LK             | 18 | Jonathan Thomas  |                     | 53' |
| FL             | 19 | Josh Turnbull    |                     | 71' |
| SH             | 20 | Tavis Knoyle     |                     | 75' |
| FH             | 21 | Stephen Jones    |                     | 66' |
| FB             | 22 | Rhys Priestland  |                     | 76' |
| Coach:         |    |                  |                     |     |
| Warren Gatland |    |                  |                     |     |

| Jugador del partit: Sam Warburton (Wales) Jutges de línia: Romain Poite (França) Simon McDowell (Irlanda) Àrbitre de TV: Graham Hughes (Anglaterra) |

| Irlanda                                                                                                   | 22–25    | França                                                                                                  | 13 febrer 2011 15:00 - Aviva Stadium, Dublín Assistència: 51,000 espectadors Àrbitre: Dave Pearson (Anglaterra) |
| Assaigs: McFadden 4' c O'Leary 37' m Heaslip 67' c Con.: Sexton (1/2) O'Gara (1/1) Pen.: Sexton (1/1) 15' | [Report] | Assaigs: Médard 54' c Con.: Yachvili (1/1) Pen.: Parra (5/5) 10', 18', 20', 27', 48' Yachvili (1/2) 62' | 13 febrer 2011 15:00 - Aviva Stadium, Dublín Assistència: 51,000 espectadors Àrbitre: Dave Pearson (Anglaterra) |

| FB            | 15 | Luke Fitzgerald      |  |     |
| RW            | 14 | Fergus McFadden      |  |     |
| OC            | 13 | Brian O'Driscoll (c) |  |     |
| IC            | 12 | Gordon D'Arcy        |  |     |
| LW            | 11 | Keith Earls          |  |     |
| FH            | 10 | Jonathan Sexton      |  | 62' |
| SH            | 9  | Tomás O'Leary        |  | 68' |
| N8            | 8  | Jamie Heaslip        |  |     |
| OF            | 7  | David Wallace        |  |     |
| BF            | 6  | Sean O'Brien         |  |     |
| RL            | 5  | Paul O'Connell       |  | 80' |
| LL            | 4  | Donncha O'Callaghan  |  |     |
| TP            | 3  | Mike Ross            |  |     |
| HK            | 2  | Rory Best            |  | 75' |
| LP            | 1  | Cian Healy           |  | 56' |
| Replacements: |    |                      |  |     |
| HK            | 16 | Sean Cronin          |  | 75' |
| PR            | 17 | Tom Court            |  | 56' |
| LK            | 18 | Leo Cullen           |  | 80' |
| FL            | 19 | Denis Leamy          |  |     |
| SH            | 20 | Eoin Reddan          |  | 68' |
| FH            | 21 | Ronan O'Gara         |  | 62' |
| CE            | 22 | Paddy Wallace        |  |     |
| Coach:        |    |                      |  |     |
| Declan Kidney |    |                      |  |     |

| FB              | 15 | Clément Poitrenaud    |  | 50' |
| RW              | 14 | Yoann Huget           |  |     |
| OC              | 13 | Aurélien Rougerie     |  |     |
| IC              | 12 | Damien Traille        |  | 72' |
| LW              | 11 | Maxime Médard         |  |     |
| FH              | 10 | François Trinh-Duc    |  |     |
| SH              | 9  | Morgan Parra          |  | 53' |
| N8              | 8  | Imanol Harinordoquy   |  |     |
| OF              | 7  | Julien Bonnaire       |  | 53' |
| BF              | 6  | Thierry Dusautoir (c) |  |     |
| RL              | 5  | Lionel Nallet         |  |     |
| LL              | 4  | Julien Pierre         |  | 63' |
| TP              | 3  | Nicolas Mas           |  |     |
| HK              | 2  | William Servat        |  |     |
| LP              | 1  | Thomas Domingo        |  | 49' |
| Replacements:   |    |                       |  |     |
| HK              | 16 | Guilhem Guirado       |  |     |
| PR              | 17 | Sylvain Marconnet     |  | 49' |
| LK              | 18 | Jérôme Thion          |  | 63' |
| N8              | 19 | Sébastien Chabal      |  | 53' |
| SH              | 20 | Dimitri Yachvili      |  | 53' |
| CE              | 21 | Yannick Jauzion       |  | 72' |
| WG              | 22 | Vincent Clerc         |  | 50' |
| Coach:          |    |                       |  |     |
| Marc Lièvremont |    |                       |  |     |

| Jugador del partit: Thierry Dusautoir (França) Jutges de línia: Wayne Barnes (Anglaterra) David Changleng (Scotland) Àrbitre de TV: Geoff Warren (Anglaterra) |

### Jornada 3
| Itàlia                                                             | 16–24    | Gal·les | 26 febrer 2011 14:30 - Stadio Flaminio, Roma Assistència: 32,000 espectadors Àrbitre: Wayne Barnes (Anglaterra) |
| Assaigs: Canale 5' m Parísse 52' m Pen.: Bergamasco (2/2) 12', 26' | [Report] | Assaigs: Stoddart 9' m Warburton 13' c Con.: S. Jones (1/2) Pen.: S. Jones (3/3) 3', 38', 40+2' Drop: James Hook (1/1) 73' | 26 febrer 2011 14:30 - Stadio Flaminio, Roma Assistència: 32,000 espectadors Àrbitre: Wayne Barnes (Anglaterra) |

| FB            | 15 | Luke McLean           |  |     |     |
| RW            | 14 | Andrea Masi           |  | 73' |     |
| OC            | 13 | Gonzalo Canale        |  |     |     |
| IC            | 12 | Alberto Sgarbi        |  |     |     |
| LW            | 11 | Mirco Bergamasco      |  |     |     |
| FH            | 10 | Kristopher Burton     |  | 64' |     |
| SH            | 9  | Fabio Semenzato       |  | 71' |     |
| N8            | 8  | Sergio Parísse (c)    |  |     |     |
| OF            | 7  | Robert Barbieri       |  | 72' |     |
| BF            | 6  | Alessandro Zanni      |  |     |     |
| RL            | 5  | Quintin Geldenhuys    |  |     |     |
| LL            | 4  | Santiago Dellapè      |  | 52' |     |
| TP            | 3  | Martin Castrogiovanni |  |     | 70' |
| HK            | 2  | Leonardo Ghiraldini   |  |     |     |
| LP            | 1  | Salvatore Perugini    |  | 40' | 70' |
| Replacements: |    |                       |  |     |     |
| HK            | 16 | Carlo Festuccia       |  |     |     |
| PR            | 17 | Andrea Lo Cicero      |  | 40' |     |
| LK            | 18 | Valerio Bernabò       |  | 52' |     |
| N8            | 19 | Manoa Vosawai         |  | 72' |     |
| SH            | 20 | Pablo Canavosio       |  | 71' |     |
| FH            | 21 | Luciano Orquera       |  | 64' |     |
| WG            | 22 | Tommaso Benvenuti     |  | 73' |     |
| Coach:        |    |                       |  |     |     |
| Nick Mallett  |    |                       |  |     |     |

| FB             | 15 | Lee Byrne        |  |     |
| RW             | 14 | Morgan Stoddart  |  |     |
| OC             | 13 | James Hook       |  |     |
| IC             | 12 | Jamie Roberts    |  |     |
| LW             | 11 | Shane Williams   |  |     |
| FH             | 10 | Stephen Jones    |  |     |
| SH             | 9  | Mike Phillips    |  |     |
| N8             | 8  | Ryan Jones       |  |     |
| OF             | 7  | Sam Warburton    |  |     |
| BF             | 6  | Dan Lydiate      |  |     |
| RL             | 5  | Alun Wyn Jones   |  |     |
| LL             | 4  | Bradley Davies   |  |     |
| TP             | 3  | Craig Mitchell   |  |     |
| HK             | 2  | Matthew Rees (c) |  | 77' |
| LP             | 1  | Paul James       |  |     |
| Replacements:  |    |                  |  |     |
| HK             | 16 | Richard Hibbard  |  | 77' |
| PR             | 17 | John Yapp        |  |     |
| N8             | 18 | Jonathan Thomas  |  |     |
| FL             | 19 | Josh Turnbull    |  |     |
| SH             | 20 | Tavis Knoyle     |  |     |
| FH             | 21 | Rhys Priestland  |  |     |
| WG             | 22 | Leigh Halfpenny  |  |     |
| Coach:         |    |                  |  |     |
| Warren Gatland |    |                  |  |     |

| Jugador del partit: Fabio Semenzato (Itàlia) Jutges de línia: Dave Pearson (Anglaterra) John Lacey (Irlanda) Àrbitre de TV: Iain Ramage (Scotland) |

| Anglaterra                                                              | 17–9     | França                            | 26 febrer 2011 17:00 - Twickenham Stadium, Londres Assistència: 82,107 espectadors Àrbitre: George Clancy (Irlanda) |
| Assaigs: Foden 42' m Pen.: Flood (3/3) 5', 13', 17' Wilkinson (1/1) 52' | [Report] | Pen.: Yachvili (3/5) 7', 19', 22' | 26 febrer 2011 17:00 - Twickenham Stadium, Londres Assistència: 82,107 espectadors Àrbitre: George Clancy (Irlanda) |

| FB             | 15 | Ben Foden        |  |     |
| RW             | 14 | Chris Ashton     |  |     |
| OC             | 13 | Mike Tindall (c) |  |     |
| IC             | 12 | Shontayne Hape   |  | 76' |
| LW             | 11 | Mark Cueto       |  |     |
| FH             | 10 | Toby Flood       |  | 51' |
| SH             | 9  | Ben Youngs       |  | 65' |
| N8             | 8  | Nick Easter      |  |     |
| OF             | 7  | James Haskell    |  |     |
| BF             | 6  | Tom Wood         |  |     |
| RL             | 5  | Tom Palmer       |  |     |
| LL             | 4  | Louis Deacon     |  | 71' |
| TP             | 3  | Dan Cole         |  | 76' |
| HK             | 2  | Dylan Hartley    |  | 67' |
| LP             | 1  | Andrew Sheridan  |  | 23' |
| Replacements:  |    |                  |  |     |
| HK             | 16 | Steve Thompson   |  | 67' |
| PR             | 17 | Alex Corbisiero  |  | 23' |
| LK             | 18 | Simon Shaw       |  | 71' |
| FL             | 19 | Hendre Fourie    |  | 76' |
| SH             | 20 | Danny Care       |  | 65' |
| FH             | 21 | Jonny Wilkinson  |  | 51' |
| WG             | 22 | Matt Banahan     |  | 76' |
| Coach:         |    |                  |  |     |
| Martin Johnson |    |                  |  |     |

| FB              | 15 | Clément Poitrenaud    |  | 51' |
| RW              | 14 | Yoann Huget           |  |     |
| OC              | 13 | Aurélien Rougerie     |  |     |
| IC              | 12 | Yannick Jauzion       |  |     |
| LW              | 11 | Vincent Clerc         |  |     |
| FH              | 10 | François Trinh-Duc    |  | 67' |
| SH              | 9  | Dimitri Yachvili      |  | 62' |
| N8              | 8  | Sébastien Chabal      |  | 51' |
| OF              | 7  | Imanol Harinordoquy   |  |     |
| BF              | 6  | Thierry Dusautoir (c) |  |     |
| RL              | 5  | Lionel Nallet         |  |     |
| LL              | 4  | Julien Pierre         |  | 62' |
| TP              | 3  | Nicolas Mas           |  |     |
| HK              | 2  | William Servat        |  | 76' |
| LP              | 1  | Thomas Domingo        |  | 60' |
| Replacements:   |    |                       |  |     |
| HK              | 16 | Guilhem Guirado       |  | 76' |
| PR              | 17 | Sylvain Marconnet     |  | 60' |
| LK              | 18 | Jérôme Thion          |  | 62' |
| FL              | 19 | Julien Bonnaire       |  | 51' |
| SH              | 20 | Morgan Parra          |  | 62' |
| UB              | 21 | Damien Traille        |  | 51' |
| FB              | 22 | Alexis Palisson       |  | 67' |
| Coach:          |    |                       |  |     |
| Marc Lièvremont |    |                       |  |     |

| Jugador del partit: Tom Palmer (Anglaterra) Jutges de línia: Alan Lewis (Irlanda) Tim Hayes (Wales) Àrbitre de TV: Giulio De Santis (Itàlia) |

En aquest partit Jonny Wilkinson va anotar un xut a pals que el va convertir en el màxim anotar del rugbi internacional, superant a Dan Carter.
| Escòcia                                                     | 18–21    | Irlanda                                                            | 27 febrer 2011 15:00 - Murrayfield Stadium, Edimburg Assistència: 63,082 espectadors Àrbitre: Nigel Owens (Wales) |
| Pen.: Paterson 16', 17', 32', 58' Parks 66' Drop: Parks 70' | [Report] | Assaigs: Heaslip 6' c Reddan 29' c O'Gara 53' c Con.: O'Gara (3/3) | 27 febrer 2011 15:00 - Murrayfield Stadium, Edimburg Assistència: 63,082 espectadors Àrbitre: Nigel Owens (Wales) |

| FB            | 15 | Chris Paterson       |                     |     |     |
| RW            | 14 | Nikki Walker         | 74'                 |     |     |
| OC            | 13 | Nick De Luca         |                     |     |     |
| IC            | 12 | Sean Lamont          |                     |     |     |
| LW            | 11 | Max Evans            |                     |     |     |
| FH            | 10 | Ruaridh Jackson      | 53'                 |     |     |
| SH            | 9  | Mike Blair           | 60'                 |     |     |
| N8            | 8  | Johnnie Beattie      | 46'                 | 55' | 55' |
| OF            | 7  | John Barclay         | 66'                 |     |     |
| BF            | 6  | Kelly Brown          |                     |     |     |
| RL            | 5  | Alastair Kellock (c) |                     |     |     |
| LL            | 4  | Richie Gray          |                     |     |     |
| TP            | 3  | Moray Low            | 66'                 |     |     |
| HK            | 2  | Ross Ford            | 53'                 |     |     |
| LP            | 1  | Allan Jacobsen       | del 44' fins el 55' |     |     |
| Replacements: |    |                      |                     |     |     |
| HK            | 16 | Scott Lawson         | 53'                 |     |     |
| PR            | 17 | Geoff Cross          | 46'                 | 55' | 66' |
| LK            | 18 | Nathan Hines         | 66'                 |     |     |
| N8            | 19 | Richie Vernon        | 55'                 |     |     |
| SH            | 20 | Rory Lawson          | 60'                 |     |     |
| FH            | 21 | Dan Parks            | 53'                 |     |     |
| WG            | 22 | Simon Danielli       | 74'                 |     |     |
| Coach:        |    |                      |                     |     |     |
| Andy Robinson |    |                      |                     |     |     |

| FB            | 15 | Luke Fitzgerald      |     |
| RW            | 14 | Tommy Bowe           |     |
| OC            | 13 | Brian O'Driscoll (c) |     |
| IC            | 12 | Gordon D'Arcy        |     |
| LW            | 11 | Keith Earls          |     |
| FH            | 10 | Ronan O'Gara         | 67' |
| SH            | 9  | Eoin Reddan          | 60' |
| N8            | 8  | Jamie Heaslip        |     |
| OF            | 7  | David Wallace        | 60' |
| BF            | 6  | Sean O'Brien         |     |
| RL            | 5  | Paul O'Connell       |     |
| LL            | 4  | Donncha O'Callaghan  | 66' |
| TP            | 3  | Mike Ross            | 70' |
| HK            | 2  | Rory Best            | 60' |
| LP            | 1  | Cian Healy           |     |
| Replacements: |    |                      |     |
| HK            | 16 | Sean Cronin          | 60' |
| PR            | 17 | Tom Court            | 70' |
| LK            | 18 | Leo Cullen           | 66' |
| FL            | 19 | Denis Leamy          | 60' |
| SH            | 20 | Peter Stringer       | 60' |
| FH            | 21 | Jonathan Sexton      | 67' |
| CE            | 22 | Paddy Wallace        |     |
| Coach:        |    |                      |     |
| Declan Kidney |    |                      |     |

| Jugador del partit: Ronan O'Gara (Irlanda) Jutges de línia: Andrew Small (Anglaterra) Pascal Gaüzère (França) Àrbitre de TV: Graham Hughes (Anglaterra) |

### Jornada 4
| Itàlia                                                                                   | 22–21 | França                                                                             | 12 març 2011 14:30 - Stadio Flaminio, Roma Assistència: 34,000 espectadors Àrbitre: Bryce Lawrence (New Zealand) |
| Assaigs: Masi 59' c Con.: Bergamasco (1/1) Pen.: Bergamasco (5/7) 1', 23', 63', 70', 75' |       | Assaigs: Clerc 14' m Parra 50' c Con.: Parra (1/2) Pen.: Parra (3/4) 19', 44', 66' | 12 març 2011 14:30 - Stadio Flaminio, Roma Assistència: 34,000 espectadors Àrbitre: Bryce Lawrence (New Zealand) |

| FB            | 15 | Andrea Masi           |  |     |
| RW            | 14 | Tommaso Benvenuti     |  |     |
| OC            | 13 | Gonzalo Canale        |  |     |
| IC            | 12 | Gonzalo Garcia        |  |     |
| LW            | 11 | Mirco Bergamasco      |  |     |
| FH            | 10 | Luciano Orquera       |  | 57' |
| SH            | 9  | Fabio Semenzato       |  |     |
| N8            | 8  | Sergio Parísse (c)    |  |     |
| OF            | 7  | Robert Barbieri       |  | 57' |
| BF            | 6  | Alessandro Zanni      |  |     |
| RL            | 5  | Carlo Del Fava        |  |     |
| LL            | 4  | Santiago Dellapè      |  | 53' |
| TP            | 3  | Martin Castrogiovanni |  |     |
| HK            | 2  | Carlo Festuccia       |  | 47' |
| LP            | 1  | Andrea Lo Cicero      |  | 47' |
| Replacements: |    |                       |  |     |
| HK            | 16 | Leonardo Ghiraldini   |  | 47' |
| PR            | 17 | Salvatore Perugini    |  | 47' |
| LK            | 18 | Quintin Geldenhuys    |  | 53' |
| FL            | 19 | Paul Derbyshire       |  | 57' |
| SH            | 20 | Pablo Canavosio       |  |     |
| FH            | 21 | Kristopher Burton     |  | 57' |
| FB            | 22 | Luke McLean           |  |     |
| Coach:        |    |                       |  |     |
| Nick Mallett  |    |                       |  |     |

| FB              | 15 | Maxime Médard         |  |     |
| RW              | 14 | Yoann Huget           |  |     |
| OC              | 13 | Aurélien Rougerie     |  |     |
| IC              | 12 | Yannick Jauzion       |  | 70' |
| LW              | 11 | Vincent Clerc         |  |     |
| FH              | 10 | François Trinh-Duc    |  |     |
| SH              | 9  | Morgan Parra          |  |     |
| N8              | 8  | Sébastien Chabal      |  | 56' |
| OF              | 7  | Julien Bonnaire       |  |     |
| BF              | 6  | Thierry Dusautoir (c) |  |     |
| RL              | 5  | Lionel Nallet         |  | 56' |
| LL              | 4  | Julien Pierre         |  |     |
| TP              | 3  | Nicolas Mas           |  | 40' |
| HK              | 2  | William Servat        |  | 61' |
| LP              | 1  | Sylvain Marconnet     |  |     |
| Replacements:   |    |                       |  |     |
| HK              | 16 | Guilhem Guirado       |  | 61' |
| PR              | 17 | Luc Ducalcon          |  | 40' |
| LK              | 18 | Jérôme Thion          |  | 56' |
| N8              | 19 | Imanol Harinordoquy   |  | 56' |
| SH              | 20 | Julien Tomas          |  |     |
| CE              | 21 | Damien Traille        |  | 70' |
| FB              | 22 | Clément Poitrenaud    |  |     |
| Coach:          |    |                       |  |     |
| Marc Lièvremont |    |                       |  |     |

| Jugador del partit: Andrea Masi (Itàlia) Jutges de línia: Peter Fitzgibbon (Irlanda) Stuart Terheege (Anglaterra) Àrbitre de TV: Jim Yuille (Scotland) |

Primera vegada que Itàlia venç a França a domicili i també primera vegada que s'enduu el Trofeu Giuseppe Garibaldi
| Gal·les                                                                                                 | 19–13    | Irlanda                                                                 | 12 març 2011 17:00 - Millennium Stadium, Cardiff Assistència: 74,233 espectadors Àrbitre: Jonathan Kaplan (South Africa) |
| Assaigs: Phillips 50' c Con.: James Hook (1/1) Pen.: James Hook (3/4) 19', 27', 68' Halfpenny (1/1) 38' | [Report] | Assaigs: O'Driscoll 2' c Con.: O'Gara (1/1) Pen.: O'Gara (2/2) 32', 40' | 12 març 2011 17:00 - Millennium Stadium, Cardiff Assistència: 74,233 espectadors Àrbitre: Jonathan Kaplan (South Africa) |

| FB             | 15 | Lee Byrne        |  |     |
| RW             | 14 | Leigh Halfpenny  |  |     |
| OC             | 13 | Jamie Roberts    |  |     |
| IC             | 12 | Jonathan Davies  |  |     |
| LW             | 11 | Shane Williams   |  |     |
| FH             | 10 | James Hook       |  |     |
| SH             | 9  | Mike Phillips    |  |     |
| N8             | 8  | Ryan Jones       |  | 59' |
| OF             | 7  | Sam Warburton    |  |     |
| BF             | 6  | Dan Lydiate      |  |     |
| RL             | 5  | Alun Wyn Jones   |  |     |
| LL             | 4  | Bradley Davies   |  |     |
| TP             | 3  | Craig Mitchell   |  | 12' |
| HK             | 2  | Matthew Rees (c) |  | 71' |
| LP             | 1  | Paul James       |  |     |
| Replacements:  |    |                  |  |     |
| HK             | 16 | Richard Hibbard  |  | 71' |
| PR             | 17 | John Yapp        |  | 12' |
| N8             | 18 | Jonathan Thomas  |  | 59' |
| FL             | 19 | Rob McCusker     |  |     |
| SH             | 20 | Dwayne Peel      |  |     |
| FH             | 21 | Stephen Jones    |  |     |
| WG             | 22 | Morgan Stoddart  |  |     |
| Coach:         |    |                  |  |     |
| Warren Gatland |    |                  |  |     |

| FB            | 15 | Luke Fitzgerald      |  | 72' |
| RW            | 14 | Tommy Bowe           |  |     |
| OC            | 13 | Brian O'Driscoll (c) |  |     |
| IC            | 12 | Gordon D'Arcy        |  |     |
| LW            | 11 | Keith Earls          |  |     |
| FH            | 10 | Ronan O'Gara         |  | 49' |
| SH            | 9  | Eoin Reddan          |  | 1'  |
| N8            | 8  | Jamie Heaslip        |  | 69' |
| OF            | 7  | David Wallace        |  |     |
| BF            | 6  | Sean O'Brien         |  |     |
| RL            | 5  | Paul O'Connell       |  |     |
| LL            | 4  | Donncha O'Callaghan  |  | 75' |
| TP            | 3  | Mike Ross            |  | 68' |
| HK            | 2  | Rory Best            |  | 75' |
| LP            | 1  | Cian Healy           |  |     |
| Replacements: |    |                      |  |     |
| HK            | 16 | Sean Cronin          |  | 75' |
| PR            | 17 | Tom Court            |  | 68' |
| LK            | 18 | Leo Cullen           |  | 75' |
| N8            | 19 | Denis Leamy          |  | 69' |
| SH            | 20 | Peter Stringer       |  | 1'  |
| FH            | 21 | Jonathan Sexton      |  | 49' |
| CE            | 22 | Paddy Wallace        |  | 72' |
| Coach:        |    |                      |  |     |
| Declan Kidney |    |                      |  |     |

| Jugador del partit: James Hook (Wales) Jutges de línia: Craig Joubert (South Africa) Peter Allan (Scotland) Àrbitre de TV: Geoff Warren (Anglaterra) |

- L'assaig de Brian O'Driscoll fou el 24è de la seva carrera al llarg del torneig, igualant el rècord de tots els temps de Ian Smith d'Escòcia acumulat entre les edicions de 1924 i 1933.[8]
- Ronan O'Gara es va convertir en el cinquè jugador en la història de rugbi a aconseguir 1,000 punts la conversió de l'assaig de O'Driscoll.[8]

| Anglaterra                                                                                          | 22–16    | Escòcia                                                                                        | 13 març 2011 15:00 - Twickenham Stadium, Londres Assistència: 82,120 espectadors Àrbitre: Romain Poite (França) |
| Assaigs: Croft 67' c Con.: Wilkinson (1/1) Pen.: Flood (4/5) 15', 23', 29', 57' Wilkinson (1/1) 79' | [Report] | Assaigs: Evans 74 'c Con.: Paterson (1/1) Pen.: Paterson (2/2) 3', 20' Drop: Jackson (1/1) 40' | 13 març 2011 15:00 - Twickenham Stadium, Londres Assistència: 82,120 espectadors Àrbitre: Romain Poite (França) |

| FB             | 15 | Ben Foden        |  |     |
| RW             | 14 | Chris Ashton     |  |     |
| OC             | 13 | Mike Tindall (c) |  | 40' |
| IC             | 12 | Shontayne Hape   |  |     |
| LW             | 11 | Mark Cueto       |  |     |
| FH             | 10 | Toby Flood       |  | 65' |
| SH             | 9  | Ben Youngs       |  | 54' |
| N8             | 8  | Nick Easter      |  |     |
| OF             | 7  | James Haskell    |  |     |
| BF             | 6  | Tom Wood         |  | 65' |
| RL             | 5  | Tom Palmer       |  |     |
| LL             | 4  | Louis Deacon     |  | 65' |
| TP             | 3  | Dan Cole         |  | 74' |
| HK             | 2  | Dylan Hartley    |  | 65' |
| LP             | 1  | Alex Corbisiero  |  |     |
| Replacements:  |    |                  |  |     |
| HK             | 16 | Steve Thompson   |  | 65' |
| PR             | 17 | Paul Doran-Jones |  | 74' |
| LK             | 18 | Simon Shaw       |  | 65' |
| FL             | 19 | Tom Croft        |  | 65' |
| SH             | 20 | Danny Care       |  | 54' |
| FH             | 21 | Jonny Wilkinson  |  | 65' |
| CE             | 22 | Matt Banahan     |  | 40' |
| Coach:         |    |                  |  |     |
| Martin Johnson |    |                  |  |     |

| FB            | 15 | Chris Paterson       |  |                     |
| RW            | 14 | Simon Danielli       |  |                     |
| OC            | 13 | Joe Ansbro           |  | 72'                 |
| IC            | 12 | Sean Lamont          |  |                     |
| LW            | 11 | Max Evans            |  |                     |
| FH            | 10 | Ruaridh Jackson      |  | 54'                 |
| SH            | 9  | Rory Lawson          |  | 54'                 |
| N8            | 8  | Kelly Brown          |  | 42'                 |
| OF            | 7  | John Barclay         |  | del 56' fins el 66' |
| BF            | 6  | Nathan Hines         |  | 68'                 |
| RL            | 5  | Alastair Kellock (c) |  |                     |
| LL            | 4  | Richie Gray          |  |                     |
| TP            | 3  | Moray Low            |  | 52'                 |
| HK            | 2  | Ross Ford            |  | 65'                 |
| LP            | 1  | Allan Jacobsen       |  |                     |
| Replacements: |    |                      |  |                     |
| HK            | 16 | Scott Lawson         |  | 65'                 |
| PR            | 17 | Geoff Cross          |  | 52'                 |
| N8            | 18 | Richie Vernon        |  | 42'                 |
| FL            | 19 | Alasdair Strokosch   |  | 68'                 |
| SH            | 20 | Mike Blair           |  | 54'                 |
| FH            | 21 | Dan Parks            |  | 54'                 |
| CE            | 22 | Nick De Luca         |  | 72'                 |
| Coach:        |    |                      |  |                     |
| Andy Robinson |    |                      |  |                     |

| Jugador del partit: James Haskell (Anglaterra) Jutges de línia: Jérôme Garcès (França) Carlo Damasco (Itàlia) Àrbitre de TV: Tony Redmond (Irlanda) |

- En el minut 58, l'àrbrite Poite fou substituït per Jérôme Garcès per lesió.

### Jornada 5
| Escòcia                                                                                    | 21–8     | Itàlia                                         | 19 març 2011 14:30 - Murrayfield Stadium, Edimburg Assistència: 42,464 espectadors Àrbitre: Steve Walsh (Austràlia) |
| Assaigs: De Luca 46' m Walker 54' c Con.: Paterson (1/2) Pen.: Paterson (3/4) 3', 18', 67' | [Report] | Assaigs: Masi 10' m Pen.: Bergamasco (1/1) 30' | 19 març 2011 14:30 - Murrayfield Stadium, Edimburg Assistència: 42,464 espectadors Àrbitre: Steve Walsh (Austràlia) |

| FB            | 15 | Chris Paterson       |  |     |
| RW            | 14 | Nikki Walker         |  |     |
| OC            | 13 | Joe Ansbro           |  | 19' |
| IC            | 12 | Sean Lamont          |  | 78' |
| LW            | 11 | Simon Danielli       |  |     |
| FH            | 10 | Ruaridh Jackson      |  |     |
| SH            | 9  | Rory Lawson          |  | 64' |
| N8            | 8  | Kelly Brown          |  | 74' |
| OF            | 7  | John Barclay         |  |     |
| BF            | 6  | Nathan Hines         |  | 54' |
| RL            | 5  | Alastair Kellock (c) |  |     |
| LL            | 4  | Richie Gray          |  |     |
| TP            | 3  | Geoff Cross          |  | 64' |
| HK            | 2  | Ross Ford            |  | 64' |
| LP            | 1  | Allan Jacobsen       |  |     |
| Replacements: |    |                      |  |     |
| HK            | 16 | Scott Lawson         |  | 64' |
| PR            | 17 | Euan Murray          |  | 64' |
| N8            | 18 | Richie Vernon        |  | 74' |
| FL            | 19 | Alasdair Strokosch   |  | 64' |
| SH            | 20 | Mike Blair           |  | 64' |
| FH            | 21 | Dan Parks            |  | 78' |
| CE            | 22 | Nick De Luca         |  | 19' |
| Coach:        |    |                      |  |     |
| Andy Robinson |    |                      |  |     |

| FB            | 15 | Andrea Masi           |  | 32' |
| RW            | 14 | Tommaso Benvenuti     |  |     |
| OC            | 13 | Gonzalo Canale        |  |     |
| IC            | 12 | Alberto Sgarbi        |  | 69' |
| LW            | 11 | Mirco Bergamasco      |  |     |
| FH            | 10 | Kristopher Burton     |  | 59' |
| SH            | 9  | Fabio Semenzato       |  |     |
| N8            | 8  | Sergio Parísse (c)    |  |     |
| OF            | 7  | Paul Derbyshire       |  | 59' |
| BF            | 6  | Alessandro Zanni      |  |     |
| RL            | 5  | Quintin Geldenhuys    |  |     |
| LL            | 4  | Carlo Del Fava        |  | 54' |
| TP            | 3  | Martin Castrogiovanni |  |     |
| HK            | 2  | Leonardo Ghiraldini   |  | 79' |
| LP            | 1  | Salvatore Perugini    |  | 59' |
| Replacements: |    |                       |  |     |
| HK            | 16 | Carlo Festuccia       |  | 79' |
| PR            | 17 | Andrea Lo Cicero      |  | 59' |
| LK            | 18 | Valerio Bernabò       |  | 54' |
| FL            | 19 | Robert Barbieri       |  | 59' |
| SH            | 20 | Pablo Canavosio       |  | 69' |
| FH            | 21 | Luciano Orquera       |  | 59' |
| FB            | 22 | Luke McLean           |  | 32' |
| Coach:        |    |                       |  |     |
| Nick Mallett  |    |                       |  |     |

| Jugador del partit: Richie Gray (Scotland) Jutges de línia: Alan Lewis (Irlanda) John Lacey (Irlanda) Àrbitre de TV: Hugh Watkins (Wales) |

| Irlanda                                                                                   | 24–8     | Anglaterra                                    | 19 març 2011 17:00 - Aviva Stadium, Dublín Assistència: 51,000 espectadors Àrbitre: Bryce Lawrence (New Zealand) |
| Assaigs: Bowe 27' m O’Driscoll 46' c Con.: Sexton (1/2) Pen.: Sexton (4/4) 6' 14' 22' 37' | [Report] | Assaigs: Thompson 52' m Pen.: Flood (1/2) 32' | 19 març 2011 17:00 - Aviva Stadium, Dublín Assistència: 51,000 espectadors Àrbitre: Bryce Lawrence (New Zealand) |

| FB            | 15 | Keith Earls          |  |     |
| RW            | 14 | Tommy Bowe           |  |     |
| OC            | 13 | Brian O'Driscoll (c) |  |     |
| IC            | 12 | Gordon D'Arcy        |  |     |
| LW            | 11 | Andrew Trimble       |  |     |
| FH            | 10 | Jonathan Sexton      |  | 69' |
| SH            | 9  | Eoin Reddan          |  | 78' |
| N8            | 8  | Jamie Heaslip        |  |     |
| OF            | 7  | David Wallace        |  | 71' |
| BF            | 6  | Sean O'Brien         |  |     |
| RL            | 5  | Paul O'Connell       |  | 78' |
| LL            | 4  | Donncha O'Callaghan  |  |     |
| TP            | 3  | Mike Ross            |  | 58' |
| HK            | 2  | Rory Best            |  | 78' |
| LP            | 1  | Cian Healy           |  |     |
| Replacements: |    |                      |  |     |
| HK            | 16 | Sean Cronin          |  | 78' |
| PR            | 17 | Tom Court            |  | 58' |
| LK            | 18 | Leo Cullen           |  | 78' |
| FL            | 19 | Denis Leamy          |  | 79' |
| SH            | 20 | Peter Stringer       |  | 78' |
| FH            | 21 | Ronan O'Gara         |  | 69' |
| CE            | 22 | Paddy Wallace        |  |     |
| Coach:        |    |                      |  |     |
| Declan Kidney |    |                      |  |     |

| FB             | 15 | Ben Foden        |                     |     |
| RW             | 14 | Chris Ashton     |                     |     |
| OC             | 13 | Matt Banahan     |                     |     |
| IC             | 12 | Shontayne Hape   |                     |     |
| LW             | 11 | Mark Cueto       |                     | 66' |
| FH             | 10 | Toby Flood       |                     | 51' |
| SH             | 9  | Ben Youngs       | del 35' fins el 45' | 46' |
| N8             | 8  | Nick Easter (c)  |                     |     |
| OF             | 7  | James Haskell    |                     |     |
| BF             | 6  | Tom Wood         |                     |     |
| RL             | 5  | Tom Palmer       |                     | 27' |
| LL             | 4  | Louis Deacon     |                     | 55' |
| TP             | 3  | Dan Cole         |                     | 51' |
| HK             | 2  | Dylan Hartley    |                     | 51' |
| LP             | 1  | Alex Corbisiero  |                     |     |
| Replacements:  |    |                  |                     |     |
| HK             | 16 | Steve Thompson   |                     | 51' |
| PR             | 17 | Paul Doran-Jones |                     | 51' |
| LK             | 18 | Simon Shaw       |                     | 27' |
| FL             | 19 | Tom Croft        |                     | 55' |
| SH             | 20 | Danny Care       |                     | 46' |
| FH             | 21 | Jonny Wilkinson  |                     | 51' |
| WG             | 22 | David Strettle   |                     | 66' |
| Coach:         |    |                  |                     |     |
| Martin Johnson |    |                  |                     |     |

| Jugador del partit: Jonathan Sexton Jutges de línia: Nigel Owens (Wales) Tim Hayes (Wales) Àrbitre de TV: Giulio De Santis (Itàlia) |

| França                                                                                        | 28–9     | Gal·les                       | 19 març 2011 19:45 - Stade de France, Saint-Denis Assistència: 79,798 espectadors Àrbitre: Craig Joubert (South Africa) |
| Assaigs: Nallet (2) 37' m, 43' c Clerc 58' c Con.: Parra (2/3) Pen.: Parra (3/4) 7', 25', 52' | [Report] | Pen.: Hook (3/4) 2', 42', 48' | 19 març 2011 19:45 - Stade de France, Saint-Denis Assistència: 79,798 espectadors Àrbitre: Craig Joubert (South Africa) |

| FB              | 15 | Maxime Médard         |  |     |
| RW              | 14 | Vincent Clerc         |  | 75' |
| OC              | 13 | David Marty           |  |     |
| IC              | 12 | Damien Traille        |  | 70' |
| LW              | 11 | Alexis Palisson       |  |     |
| FH              | 10 | François Trinh-Duc    |  |     |
| SH              | 9  | Morgan Parra          |  | 73' |
| N8              | 8  | Imanol Harinordoquy   |  | 72' |
| OF              | 7  | Julien Bonnaire       |  |     |
| BF              | 6  | Thierry Dusautoir (c) |  |     |
| RL              | 5  | Lionel Nallet         |  |     |
| LL              | 4  | Julien Pierre         |  | 66' |
| TP              | 3  | Nicolas Mas           |  | 66' |
| HK              | 2  | William Servat        |  | 70' |
| LP              | 1  | Thomas Domingo        |  |     |
| Replacements:   |    |                       |  |     |
| HK              | 16 | Guilhem Guirado       |  | 70' |
| PR              | 17 | Luc Ducalcon          |  | 66' |
| LK              | 18 | Pascal Papé           |  | 66' |
| FL              | 19 | Alexandre Lapandry    |  | 72' |
| SH              | 20 | Julien Tomas          |  | 73' |
| CE              | 21 | Fabrice Estebanez     |  | 70' |
| WG              | 22 | Yoann Huget           |  | 75' |
| Coach:          |    |                       |  |     |
| Marc Lièvremont |    |                       |  |     |

| FB             | 15 | Lee Byrne        |  |     |     |
| RW             | 14 | Leigh Halfpenny  |  |     |     |
| OC             | 13 | Jamie Roberts    |  |     |     |
| IC             | 12 | Jonathan Davies  |  |     |     |
| LW             | 11 | George North     |  |     |     |
| FH             | 10 | James Hook       |  | 66' |     |
| SH             | 9  | Mike Phillips    |  | 67' |     |
| N8             | 8  | Ryan Jones       |  |     |     |
| OF             | 7  | Sam Warburton    |  | 15' |     |
| BF             | 6  | Dan Lydiate      |  |     |     |
| RL             | 5  | Alun Wyn Jones   |  |     |     |
| LL             | 4  | Bradley Davies   |  |     |     |
| TP             | 3  | Adam Jones       |  | 52' |     |
| HK             | 2  | Matthew Rees (c) |  | 67' |     |
| LP             | 1  | Paul James       |  |     |     |
| Replacements:  |    |                  |  |     |     |
| HK             | 16 | Richard Hibbard  |  | 67' |     |
| PR             | 17 | John Yapp        |  | 52' |     |
| N8             | 18 | Jonathan Thomas  |  | 15' | 71' |
| FL             | 19 | Rob McCusker     |  |     | 71' |
| SH             | 20 | Dwayne Peel      |  | 67' |     |
| FH             | 21 | Stephen Jones    |  | 66' |     |
| WG             | 22 | Morgan Stoddart  |  |     |     |
| Coach:         |    |                  |  |     |     |
| Warren Gatland |    |                  |  |     |     |

| Jugador del partit: Jutges de línia: Jonathan Kaplan (South Africa) Simon McDowell (Irlanda) Àrbitre de TV: Graham Hughes (Anglaterra) |

- Gal·les necessitava guanyar França de 27 punts per esdevenir campiona.